# ブラッドリー・M・クーン
ブラッドリー・M・クーン(Bradley M. Kuhn、1973年 - )はアメリカ合衆国の自由ソフトウェア運動における活動家である。
クーンは現在、Software Freedom Conservancyの代表取締役を務めている。2010年まで彼は、Software Freedom Law Center (SFLC)のFOSSコミュニティ折衝担当ならびに技術理事(FLOSS Community Liaison and Technology Director)を務めていた。それ以前、2001年から2005年3月まで彼はフリーソフトウェア財団(Free Software Foundation; FSF)の執行役員(Executive director)を務めていた。彼は2010年3月までFSFの理事(Member of board directors)にも選出されていた。
彼はFSF、SFLC双方にて、GPLのライセンス施行に関する改善に尽力したことでもっとも有名であり、また、FSFのライセンスリストの作成、AGPLのAffero条項(Affero節)の元となった条文の作成などにも貢献している。彼はFLOSS開発における非営利的構造の側面を長らく支持し続けており、Software Freedom Conservancyでの活動を通じて、この方面への努力を傾けている。

## 学業ならびに初期の職歴
クーンは、大学準備学校（College-preparatory school; カレッジ＝プレパラトリー・スクール）のロヨラ・ブレイクフィールド校を卒業ののち、ロヨラ大学に進学し、1995年5月、計算機科学の学位を首席(summa cum laude)で得て卒業した。クーンは、シンシナティ大学大学院の計算機科学科に入学した。大学院の指導教官は、ジョン・フランコ(John Franco)だった。クーンは論文作成のため学生奨学金をUSENIXより授与されていた。彼の論文は、Java仮想マシンにPerlを移植することを一例として、自由ソフトウェアによる言語との動的な相互運用性をどのように確保するかということを取りあげたものだった。ラリー・ウォールはクーンの査読委員(Thesis committee)を務めている。クーンの論文は、スタックベースの仮想機械をPerlで利用する場合に際し様々な問題があることを明らかにしたが、のちにこの発見がParrot仮想機械プロジェクト立ち上げの根拠の一部になっている。
クーンは、Raku RFC(Request for Comments)プロセスにおける活発な参加者であり、同プロセスにおけるRakuのライセンシングに関する筆頭委員(head of perl6-licensing committee)だった。彼は、ライセンスに関するプロセスに提案された全てのRFCの著作者である。
クーンは、在学中の1998年から1999年にかけて、ウォルナット・ヒルズ・ハイ・スクールの計算機科学に関する大学単位認可プログラム（Advanced Placement, AP）において教鞭をふるっている。彼はこのプログラムにて、生徒に独力でGNU/Linuxベースのラボを構築するよう指導している。
クーンは大学院在学中にフリーソフトウェア財団にボランティアとして多く関わっており、2000年1月には、リチャード・ストールマンの補佐として非常勤で雇用されている。この間、クーンが職務を遂行する様子がメーリングリストにて見られる。FSFにおけるクーンの業務において、初期には、彼はFSFのライセンスリストページの作成と管理を提案し、ライセンスの氾濫に関する問題を提起していた。
クーンはまたこの間、Cincinnati Linux User Groupの初期からの活発なメンバーであり、1998年には理事(Board of Directors)を務めており、 多数のプレゼンテーションを残している。

## 非営利活動
クーンは高等学校卒業ののち、計算機科学に関する職歴を歩み始めたが、短い期間プロプライエタリソフトウェアの開発に携わっていたことがあった。彼はこの職業分野においてつらい経験し、このことは彼が非営利団体での職務にこだわる動機の一つとなった。大学卒業後から大学院在学中またそれ以降、クーンはさらなる職歴を刻むことになったが、全て非営利団体であった。彼は2000年後期にはFSFにてフルタイムで雇用されており、2001年3月には、執行役員(Executive director)に就任している。彼はFSFの賛助会員キャンペーン(FSF's Associate Membership campaign)を立ち上げ、FSFのGNU General Public License (GPL)違反是正のための運動をGPLコンプライアンス・ラボ(GPL Compliance Labs)という形で公式な組織として発足させ、SCOに関する訴訟に対するFSFの対抗措置を先導し、AGPLのAffero条項(Affero clause)の元となる条文を作成、生涯法曹教育（Continuing legal education, CLE）プログラムの講義にて、弁護士などの法曹関係者に向けて、GPLについての法的な解説を頻繁に行っていた。
クーンは2005年3月、エベン・モグレンやダニエル・ラヴィチャーらと共にSoftware Freedom Law Center(SFLC)立ち上げ準備に取りかかるため、FSFを離れ、のち2006年4月には、Software Freedom Conservancyも設立している。
FSFとSFLC双方において、クーンは米国におけるGPL違反是正に関し、重要な役割を果たしてきた。SFLCにおいて、彼は、GPLv3の草稿作成において、エベン・モグレン、リチャード・ストールマンそしてリチャード・フォンタナを技術面・法的面双方でサポートし、stetと呼ばれる、GPLv3のコメント受付のためのソフトウェア校正システムの作成を管理していた。彼は、GPLv3にAffero条項を導入するよう強く薦めていた。そして、固有のライセンスへのAffero条項の移行の決定がなされたのち、Affero条項を明確に導入したAGPL v3の作成を支援していた。
2010年までクーンは、Software Freedom Law CenterのFOSSコミュニティ折衝担当ならびに技術理事(FLOSS Community Liaison and Technology Director)を務め、関連組織であるSoftware Freedom Conservancyの代表(President)を務めていた。2010年彼は、Software Freedom Conservancyの首席取締役(First Executive Director)に就任した。
2010年10月まで、クーンはSFLCの首席顧問(General Counsel)である、カレン・M・サンドラー(Karen M. Sandler)と共に、FOSS界における、法律・政治・その他の問題について語るポッドキャスト、Free as in Freedom (FaiF)の主催を務めていた。以前2年間ほど、クーンとサンドラーは似たようなポッドキャストである、Software Freedom Law Showも主催していた。

## ポーカー
クーンは、熱心なポーカープレイヤーであり、2002年から2007年まで不定期にプロとしての活動を行っていた。2008年1月からは、彼はロイク・ダシャリーが作成・管理を行い、GPLで配布されているオンライン・ポーカー・システムのPokersourceプロジェクトへの貢献を行っている。